# Longipteryx
Longipteryx (del latín longus (largo) y el griego antiguo pteryx (πτέρυξ) (ala o pluma), "de plumas largas") es un género de ave enantiornite que vivió durante el Cretácico Inferior, hace 120 millones de años, en el Aptiano. El género contiene solo una especie, Longipteryx chaoyangensis ("de Chaoyang", en referencia a la localidad donde se hallaron los fósiles), cuyos restos fueron hallados en la formación Jiufotang (provincia de Liaoning, China). Los restos conocidos hasta la fecha incluyen el holotipo IVPP V 12325 (un esqueleto casi completo en buen estado), otro esqueleto completo (IPPV V 12552) y algunos huesos aislados (un húmero y una fúrcula, especímenes IPPV V 12553 y una ulna, espécimen IPPV V 12554).

## Descripción

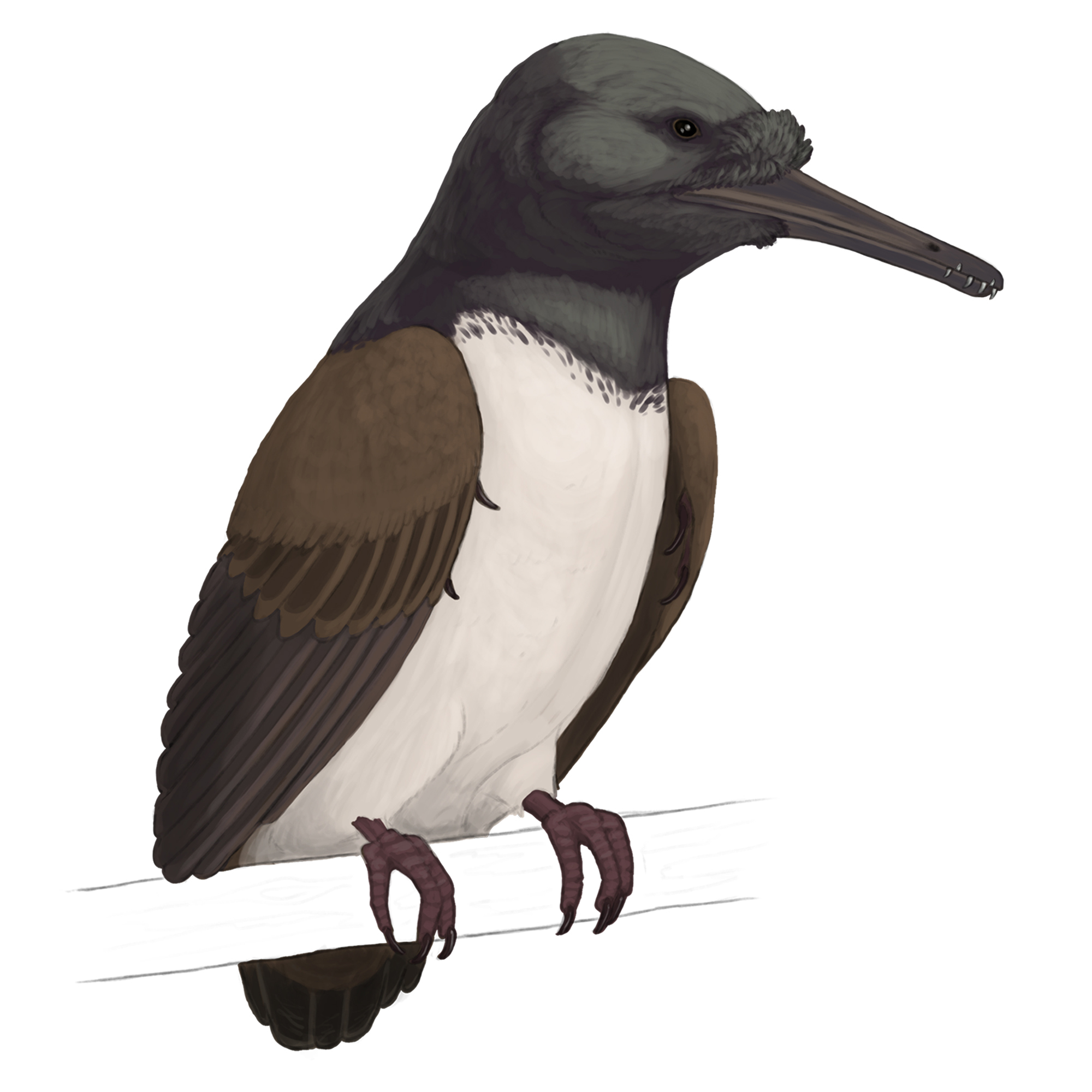
Reconstrucción en vida de Longipteryx chaoyangensis

En vida, Longipteryx medía cerca de 15 cm, excluyendo la cola. Contaba con un pico de longitud mayor que el resto de la cabeza, con algunos dientes ganchudos en el extremo. Como su nombre indica, las alas eran relativamente largas, y aunque conservaban caracteres primitivos (como dos dedos separados y con garras y un pulgar corto y grueso) eran relativamente desarrolladas, adecuadas para el vuelo. A diferencia de otras aves de su época, Longipteryx poseía procesos uncinados de costillas, unas extensiones laterales de las costillas que refuerzan la caja torácica, también presentes en aves modernas. Respecto a los cuartos traseros, las patas eran cortas, mientras que los dedos y las garras eran largos y fuertes. La anatomía de Longipteryx indica la capacidad para volar y posarse en ramas (lo que sugiere un estilo de vida arborícola), aunque en detrimento de la locomoción terrestre (la longitud del húmero era 1,56 veces la del fémur).
El holotipo conserva impresiones de plumas, aunque no muy bien preservadas: las rémiges no se encuentran presentes, sólo conservándose plumas del cuerpo, coberteras y plumón. En este espécimen el extremo de la cola se encuentra destruida, sin rastro de plumas rectrices, mientras que en otros especímenes, donde se ha conservado el pigostilo, sólo se encuentran plumas cortas. Aunque algunas aves emparentadas o contemporáneas, como Shanweiniao, tuvieran largas plumas en la cola, la ausencia de éstas en todos los especímenes de Longipteryx probablemente indica que no estaban presentes en esta ave.
La anatomía de Longipteryx, especialmente su pico, indica que probablemente se alimentaba probablemente de peces, crustáceos y otros animales acuáticos de pequeño tamaño, ocupando un nicho ecológico similar al de los modernos martines pescadores.

## Clasificación
La clasificación de Longipteryx no está clara, variando sus relaciones con otras aves según el estudio realizado. En ocasiones se le incluye en el clado Enantiornithes, concretamente en el grupo Euenantiornithes, mientras que en otros análisis el género es clasificado como basal en Enantiornithes o respecto a este grupo. Sus plesiomorfias son numerosas, lo que es esperable dada su edad, pero las autoapomorfias aparentan ser relativamente modernas, especialmente en comparación con otros enantiornites, lo que complica la clasificación.
En la descripción original del género se propuso un orden (Longipterygiformes) y una familia aparte (Longipterygidae) para Longipteryx, aunque debido a que sus relaciones con otras aves son inciertas no fue posible establecer una posición filogenética firme. Años después fue descrita otra ave similar, Longirostravis, cuya relación con Longipteryx era más próxima que la de otras aves conocidas, lo que llevó a pensar que estas aves formaban un grupo especializado de euenantiornites. En los años siguientes fueron descritas más aves de características similares (como Shanweiniao o Rapaxavis), que fueron añadiéndose a la familia Longipterygidae, la cual es reconocida en la mayoría de estudios sobre el grupo.